# کشتی فرانسوی یونیون (۱۷۶۴)
کشتی فرانسوی یونیون (۱۷۶۴) (به انگلیسی: French ship Union (1764)) یک کشتی است که طول آن 50.7 metres می‌باشد. این کشتی  در سال ۱۷۶۳ ساخته شد.